# Make a Move
Make a Move es una película nigeriana de 2014 producida por Ivie Okujaye y dirigida por Niyi Akinmolayan. Está protagonizada por Ivie Okujaye, Tina Mba, Beverly Naya, Wale Adebayo, Victor Godfery, Helga Sosthenes y Eno Ekpenyong, con las actuaciones especiales de Majid Michel, Denrele Edun, 2face Idibia y Omawumi.

## Sinopsis
Osas (Ivie Okujaye) y Eseosa son dos jóvenes que provienen de hogares con problemas. Osas ha encontrado consuelo en el baile y lo usará como un medio para escapar de sus muchos problemas.

## Elenco
- Ivie Okujaye como Osas
- Tina Mba
- Beverly Naya
- Wale Adebayo
- Víctor Godfery
- Helga Sosthenes como Esosa
- Eno Ekpenyong como Chuma
- Majid Michel
- Denrele Edun
- 2cara Idibia
- Omawumi Megbele

## Recepción
Recibió críticas generalmente negativas. Obtuvo una calificación del 39% en Nollywood Reinvented, que decía: "Su mayor defecto viene con la presentación de las emociones. Está en la música, dirección, en la atmósfera que se establece antes. En el primer tercio de la película, la dirección parecía fortuita. Era casi como si las escenas de ritmo rápido sucedieran más rápido de lo que la cámara podía seguir, si eso era intencional, no resultaba tan hábil ni ayudaba al estado de ánimo". Olamide Jasanya de The Nigeria Entertainment la calificó con 2 de 5 estrellas, indicando que la historia es básica y se centra demasiado en un personaje". Isabella Akinseye comentó: "Make a Move tenía expectativas muy altas. Desafortunadamente, decepciona con sus secuencias de coreografía promedio, lagunas en el guion y la actuación poco convincente de la mayoría del elenco. En una nota positiva, la película  presenta un caso contra el abuso doméstico. Para Ivie [Okujaye], es un paso adelante, dos pasos atrás".
Wilfred Okiche de YNaija analizó todo lo relacionado con la película y comentó: "Tiene una trama e historia que logra mantener el rumbo, pero la película es tan aburrida y formulada que casi nada es emocionante. El guion es en su mayoría poco desafiante y durante todo su tiempo de ejecución, se reproduce como si estuviera dirigida a niños de 12 años, el resultado final es desordenado y torpe con tomas y momentos incómodos".

### Reconocimientos
Recibió tres nominaciones en los premios Nollywood Movies Awards 2014, incluyendo "Mejor película", "Mejor actor (secundario)" para Wale Adebayo y "Mejor actor infantil" para Helger Sosthenes. También fue nominado en 2 categorías en los premios Africa Magic Viewers Choice Awards 2015.
| Premios                                                 | Categoría                      | Nominados        | Resultado |
| ------------------------------------------------------- | ------------------------------ | ---------------- | --------- |
| Premios Nollywood Movies 2014                           | Mejor película                 | Niyi Akinmolayan | Nominado  |
| Premios Nollywood Movies 2014                           | Mejor actor (papel secundario) | Wale Adebayo     | Nominado  |
| Premios Nollywood Movies 2014                           | Mejor actor infantil           | Helger Sosthenes | Nominado  |
| Opción múltiple Africa Magic Viewers Choice Awards 2015 | Mejor película (drama)         | Niyi Akinmolayan | Nominado  |
| Opción múltiple Africa Magic Viewers Choice Awards 2015 | Mejor actriz de drama          | Ivie Okujaye     | Nominada  |